# Antonio Aloisi
Antonio Aloisi (Ascoli Piceno, 28 agosto 1968) è un allenatore di calcio ed ex calciatore italiano, di ruolo difensore.

## Carriera

### Giocatore
Cresciuto nelle giovanili dell'Ascoli, inizialmente giocò come attaccante prima di essere trasformato in difensore centrale da Eugenio Bersellini. Esordì coi bianconeri in Serie A nella stagione 1987-1988, in Ascoli-Inter 2-1 del 20 marzo 1988: nella sua prima stagione marcò solo due presenze. Nella stagione seguente le presenze salirono a 28 e Aloisi mise a segno la sua prima rete in Serie A il 12 marzo 1989 in Ascoli-Sampdoria 2-2. Nel Serie A 1989-1990 il difensore marcò 30 presenze, ma la formazione ascolana retrocedette in Serie B; conquistò il quarto posto in B riguadagnando la massima divisione, per poi retrocedere nuovamente nel campionato 1991-1992, piazzandosi all'ultimo posto.
Aloisi venne quindi ceduto al Torino, nuovamente in Serie A, dove fece il proprio esordio il 6 settembre 1992 nella partita vinta 4-1 contro l'Ancona, con la maglia granata registrò in totale 13 presenze(9 in campionato, 3 in Coppa Italia e una in Coppa UEFA) conquistando anche la Coppa Italia. Passò quindi al Cagliari, sempre nella massima serie, dove giocò otto gare in campionato e 4 in Coppa UEFA.
Nel 1994-1995 venne acquistato dal Cesena, dove rimane per tre stagioni in Serie B facendo registrare 86 presenze e tre reti complessive: l'ultima annata si concluse però con la retrocessione del club romagnolo in Serie C1. Si trasferì quindi alla Reggina, dove rimase per una sola stagione in B giocando 22 gare e mettendo a segno 4 gol. Successivamente tornò alla sua squadra d'origine, l'Ascoli, scendendo però in Serie C1: con i marchigiani rimase per tre stagioni, sempre nella terza serie, siglando quattro reti in 70 gare disputate. Nel 2001 scese in C2, unendosi prima all'Acireale per due stagioni, poi alla Cavese nel 2003-2004 ed infine al Gubbio, in cui rimase per due campionati. Nel 2006 passò alla Santegidiese, in Serie D, dove rimase per una stagione prima di concludere la carriera nel calcio giocato.

### Allenatore
Nel 2007 assunse la guida proprio della Santegidiese, venendo esonerato dopo pochi mesi a causa degli scarsi risultati ottenuti. Nel 2008 accettò l'offerta della Reggina, che gli affidò la panchina degli Allievi Nazionali: mantenne l'incarico per due anni, passando nel 2010 ad allenare i pari categoria dell'Ascoli, incarico terminato nel 2013.
Nella stagione 2013-2014 firma un contratto con la Primavera dell'Avellino, ma si dimette dopo sole due giornate per motivi personali. Il 18 dicembre 2014 viene ingaggiato dal Savona ma, dopo aver totalizzato appena 5 punti in 10 partite, il 3 marzo 2015 viene esonerato dalla squadra ligure.
Il 15 Novembre 2016 è ufficiale il suo approdo sulla panchina del Ciabbino, squadra del comune di Folignano alle porte di Ascoli Piceno, militante nel campionato di Promozione. A fine stagione ottiene la promozione in Eccellenza ma non prolunga l'avventura con il club.
Nel 2019 si accorda con l'Atletico Azzurra Colli, militante in Eccellenza, ma l'avventura termina con l'esonero a Novembre. A Ottobre 2020 torna alla guida del Ciabbino, che nel frattempo ha mutato denominazione in Atletico Ascoli, sempre nel campionato di Eccellenza marchigiano.

## Statistiche

### Presenze e reti nei club
| Stagione        | Squadra         | Campionato      | Campionato | Campionato |
| Stagione        | Squadra         | Comp            | Pres       | Reti       |
| --------------- | --------------- | --------------- | ---------- | ---------- |
| 1986-1987       | Ascoli          | A               | 0          | 0          |
| 1987-1988       | Ascoli          | A               | 2          | 0          |
| 1988-1989       | Ascoli          | A               | 28         | 1          |
| 1989-1990       | Ascoli          | A               | 30         | 1          |
| 1990-1991       | Ascoli          | B               | 35         | 0          |
| 1991-1992       | Ascoli          | A               | 29         | 1          |
| Totale Ascoli   | Totale Ascoli   | Totale Ascoli   | 124        | 3          |
| 1992-1993       | Torino          | A               | 9          | 0          |
| 1993-1994       | Cagliari        | A               | 8          | 0          |
| 1994-1995       | Cesena          | B               | 29         | 1          |
| 1995-1996       | Cesena          | B               | 30         | 1          |
| 1996-1997       | Cesena          | B               | 27         | 1          |
| Totale Cesena   | Totale Cesena   | Totale Cesena   | 86         | 3          |
| 1997-1998       | Reggina         | B               | 22         | 4          |
| 1998-1999       | Ascoli          | C1              | 24         | 1          |
| 1999-2000       | Ascoli          | C1              | 30         | 3          |
| 2000-2001       | Ascoli          | C1              | 16         | 0          |
| Totale Ascoli   | Totale Ascoli   | Totale Ascoli   | 70         | 4          |
| 2001-2002       | Acireale        | C2              | 27         | 1          |
| 2002-2003       | Acireale        | C2              | 21         | 0          |
| Totale Acireale | Totale Acireale | Totale Acireale | 48         | 1          |
| 2003-2004       | Cavese          | C2              | 29         | 0          |
| 2004-2005       | Gubbio          | C2              | 28         | 1          |
| 2005-2006       | Gubbio          | C2              | 21         | 0          |
| Totale Gubbio   | Totale Gubbio   | Totale Gubbio   | 49         | 1          |
| 2006-2007       | Santegidiese    | D               | ?          | ?          |
| Totale carriera | Totale carriera | Totale carriera | 448+       | 16+        |

## Palmarès

### Club

#### Competizioni nazionali
- Coppa Italia: 1

Torino: 1992-1993

#### Competizioni internazionali
- Coppa Mitropa: 1

Ascoli: 1986-1987